# 奎光塔街道
奎光塔街道，是中华人民共和国四川省成都市都江堰市下辖的一个乡镇级行政单位。2019年12月，撤销永丰街道，将原永丰街道民丰社区、民主社区所属行政区域划归奎光塔街道管辖，奎光塔街道办事处驻江安河东路下段25号。

## 行政区划
奎光塔街道下辖以下地区：
勤俭人家社区、金江社区、安青社区、安顺社区、滨河社区、张家湾社区村和奎光塔社区。